# Distretto di Kakar
Il distretto di Kakar è un distretto dell'Afghanistan appartenente alla provincia dello Zabol. Conta una popolazione di circa 23.400 abitanti (dati 2013).